# Rieux (Morbihan)
Rieux (en bretón Reoz) es una localidad y comuna francesa en la región administrativa de Bretaña, en el departamento de Morbihan.

## Demografía
| 1 846 | 2 015 | 2 263 | 2 522 | 2 717 | 2 781 | 2 740 | 2 880 | 2 831 | 2 845 |
| Para los censos de 1962 a 1999 la población legal corresponde a la población sin duplicidades (Fuente: INSEE [Consultar]) |       |       |       |       |       |       |       |       |       |